# Esquirol dels matolls de Vincent
L'esquirol dels matolls de Vincent (Paraxerus vincenti) és una espècie de rosegador de la família dels esciúrids. És endèmic del Mont Nambuli (Moçambic). El seu hàbitat natural són els boscos humits tropicals de montà. Està amenaçat per la caça i la destrucció del seu entorn a causa dels incendis, l'expansió de l'agricultura i la tala d'arbres.
Aquest tàxon fou anomenat en honor de l'ornitòleg britànic Jack Vincent.